# José Moreira Bastos Neto
Dom José Moreira Bastos Neto (Simonésia, 25 de janeiro de 1953 — Três Lagoas, 26 de abril de 2014) foi um bispo católico brasileiro. Foi o terceiro bispo da diocese de Três Lagoas, no Mato Grosso do Sul.

## Biografia
Natural de Simonésia, era filho de José Moreira Bastos Filho e de Emília de Paula Bastos, tendo como irmãos Joaquim, Maria de Fátima e Maria Lúcia.
Cursou o ensino fundamental em sua cidade natal, nas escolas Padre Miguel e São Simão. Em 1971 ingressou no seminário em Caratinga, onde cursou o ensino médio e os cursos de Filosofia e de Teologia. Fez também o curso de História na Faculdade de Caratinga. Em 1977, recebeu o leitorado e o acolitato, seguido do diaconato no ano seguinte.
Sua ordenação presbiteral ocorreu no dia 28 de outubro de 1979, com a imposição das mãos do bispo diocesano de Caratinga Dom Hélio Gonçalves Heleno que, naquela data, realizava também sua primeira ordenação. José Moreira celebrou sua primeira missa na igreja matriz da paróquia São Lourenço, em Manhuaçu, no dia 4 de novembro de 1979. Atuou nas paróquias de Divino, Caratinga (Seminário N. Sra. do Rosário), Tarumirim, Santo Antônio do Manhuaçu, Conceição de Ipanema, Chalé, Santa Luzia (Carangola), Faria Lemos, Entre Folhas, Santa Rita de Minas e Vilanova.
Foi representante dos presbíteros no Regional Leste II da CNBB, ecônomo do seminário, assistente da Pastoral da Juventude, assistente das Comunidades Eclesiais de Base, representante dos seminários no Regional Leste II e nacional, membro do Conselho Presbiteral e do Conselho dos Consultores. Faleceu no dia 26 de abril de 2014 em Três Lagoas.

## Ministério episcopal
No dia 19 de abril de 2009, foi ordenado bispo em Simonésia, por dom Hélio Gonçalves Heleno. Tomou posse na diocese de Três Lagoas a 3 de maio de 2009.